# 남원 백장암 보살좌상
남원 백장암 보살좌상(南原 百丈庵 菩薩坐像)은 대한민국 전북특별자치도 남원시에 있는 조선시대의 불상이다. 1999년 4월 23일 전라북도의 유형문화재 제166호로 지정되었다.

## 개요
전라북도 남원시 산내면의 백장암은 실상사와 같은 시대인 9세기 초에 창건된 사찰이다. 임진왜란으로 실상사가 폐허화되었을 때는 약 200년 동안 실상사의 승려들이 이 절에서 머물렀다고 한다.
이 보살좌상은 원래 실상사 백장암 안에 보관되어 있었으나 1997년 5월에 도난 되었다가 같은 해 9월에 회수되어 현재는 실상사에 보관되어 있다.
머리는 높게 틀어 올려 상투모양으로 묶은 후 보관(寶冠)을 썼다. 이마 부분에는 머리카락이 굴곡지게 표현되어 양쪽 귀를 돌아 어깨 아래까지 길게 늘어져 있는데, 이는 고려말 조선초의 보살상에서 공통적으로 나타나는 특징이다. 얼굴은 사각형에 가까운 편이며, 신체는 어깨가 둥글고 무릎 너비가 좁아 단아한 느낌을 준다. 옷은 양 어깨를 감싸고 있는데, 탁 트여진 가슴에는 화려한 목걸이가 표현되었다.
백장암 보살좌상은 고려말에 만들어진 것으로 추정되며 현재 보존상태는 양호한 편이다.

## 참고 자료
- 백장암보살좌상 - 국가유산청 국가유산포털